# Bahnhof Ebisu
Der Bahnhof Ebisu (jap. 恵比寿駅, Ebisu-eki) ist ein Bahnhof in der japanischen Hauptstadt Tokio. Er wird gemeinsam von den Bahngesellschaften JR East und Tōkyō Metro betrieben und befindet sich im Süden des Bezirks Shibuya. Ursprünglich für den Transport von Bier aus der benachbarten ehemaligen Ebisu-Brauerei errichtet, ist er heute ein Umsteigeknoten zur U-Bahn Tokio.

## Verbindungen
Ebisu ist ein Zwischenbahnhof an der Yamanote-Linie von JR East. Sie verläuft ringförmig um die gesamte Tokioter Innenstadt und gehört zu den am intensivsten genutzten Bahnstrecken der Welt. Nahverkehrszüge fahren – in beiden Richtungen – tagsüber alle fünf Minuten, während der Hauptverkehrszeit alle drei bis vier Minuten. Die Saikyō-Linie verbindet Kawagoe mit Ōsaki und der dort anschließenden Rinkai-Linie nach Shin-Kiba; es fahren fünf bis neun Schnell- und Nahverkehrszüge je Stunde tagsüber und bis zu 13 je Stunde während der morgendlichen Hauptverkehrszeit. Auf der Shōnan-Shinjuku-Linie, die von Ōmiya nach Yokohama, Odawara und Zushi führt, werden tagsüber drei oder vier Schnell- und Nahverkehrszüge je Stunde angeboten, während der morgendlichen Hauptverkehrszeit bis zu acht.
Der U-Bahnhof wird von der Hibiya-Linie bedient, die zur öffentlich-rechtlichen U-Bahn-Gesellschaft Tōkyō Metro gehört. Sie verbindet Naka-Meguro mit Kita-Senju, wo sie zum Streckennetz der Tōbu Tetsudō durchgebunden wird. Tagsüber verkehren die Züge im Fünf-Minuten-Takt, der während der Hauptverkehrszeit auf bis zu zweieinhalb Minuten verdichtet wird. Auf dem westlichen Bahnhofsvorplatz gibt es mehrere Bushaltestellen, die von fünf Linien der Gesellschaften Toei Bus und Tōkyū Bus bedient werden. Hinzu kommt eine Quartierbuslinie der Bezirksverwaltung Shibuya an einer Haltestelle vor dem östlichen Eingang.

## Anlage
Der Bahnhof steht an der Grenze der Stadtteile Ebisuminami im Westen und Ebisu im Osten, die beide zum Bezirk Shibuya gehören. In der Nähe stehen unter anderem das Kulturzentrum Maison franco-japonaise, die Botschaften mehrerer Staaten, das Yamatane-Kunstmuseum, der Wolkenkratzer Yebisu Garden Place mit dem Tokio-Fotografiemuseum und dem Verwaltungssitz von Sapporo Beer, das Ebisu-Biermuseum und der Ebisu-Schrein.
Die von Nordwesten nach Südosten ausgerichtete Anlage umfasst vier in einem Einschnitt verlaufende Gleise, die an zwei vollständig überdeckten und mit Bahnsteigtüren ausgestatteten Mittelbahnsteigen liegen. Treppen, Rolltreppen und Aufzüge stellen die Verbindung zum Erdgeschoss her, mit je einem Eingang an der West- und Ostseite. Darüber erhebt sich das sieben Stockwerke hohe Kaufhaus Atré Ebisu mit rund zweihundert Läden und Gastronomiebetrieben, der nördlichste Teil der Überdeckung ist als Parkanlage gestaltet. An der Außenwand neben dem Westeingang ist eine Statue angebracht, die den Glücksgott Ebisu darstellt. Die mehrere hundert Meter lange Fußgängerpassage Yebisu Sky Walk (überdacht und mit zwei Fahrsteigen ausgestattet) führt vom Ostausgang entlang der Gleise zum Wolkenkratzer Yebisu Garden Place. Vom Westausgang aus erreichbar ist der U-Bahnhof der Hibiya-Linie, der rechtwinklig zum JR-East-Bahnhof platziert ist. Im zweiten Untergeschoss, unter der Verteilerebene, liegen zwei Gleise an zwei Seitenbahnsteigen.
Im Fiskaljahr 2019 nutzten durchschnittlich 203.917 Fahrgäste täglich den Bahnhof. Davon entfielen 145.805 auf JR East und 58.112 auf Tōkyō Metro.

## Bilder

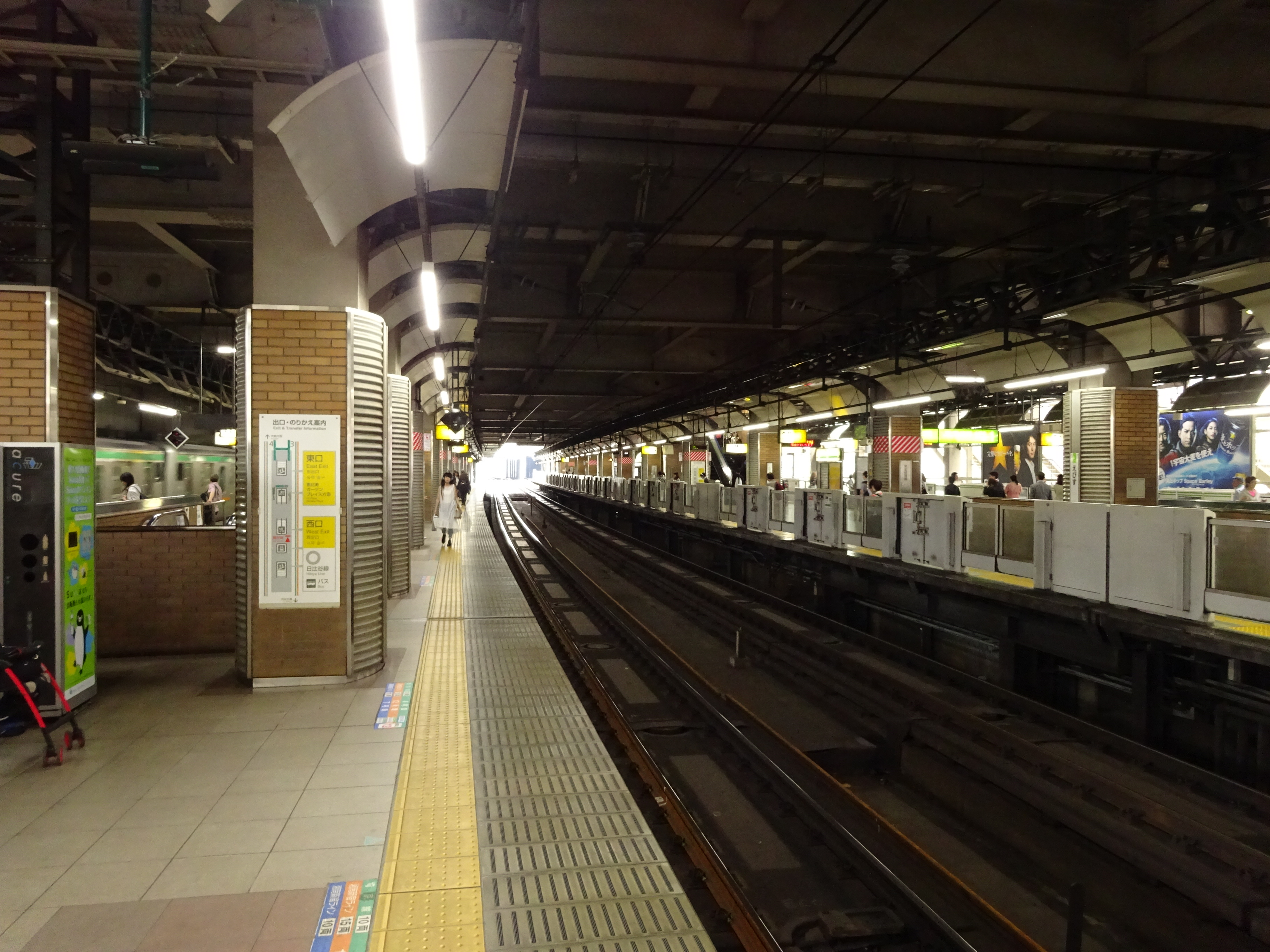
Bahnsteige von JR East
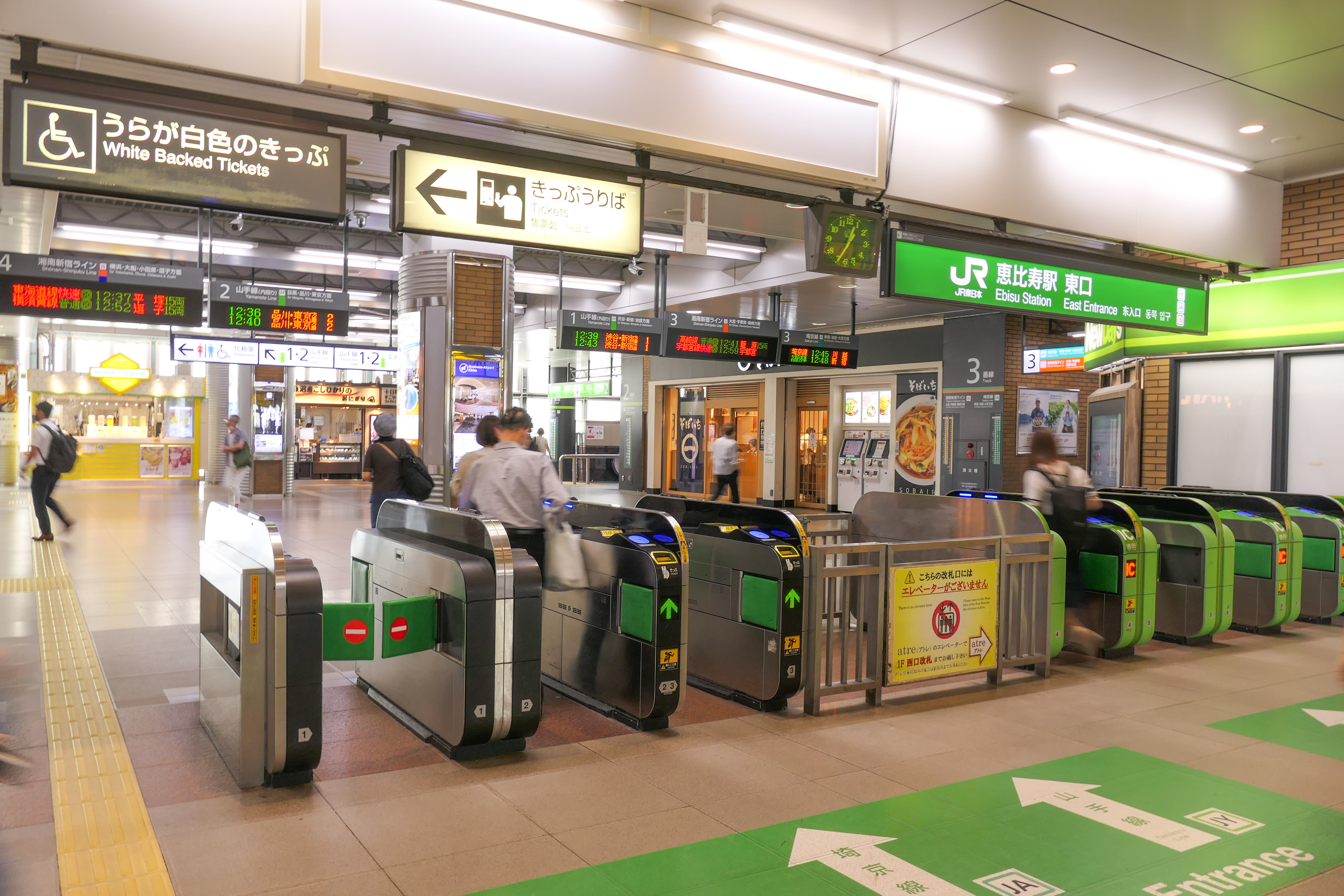
Bahnsteigsperren
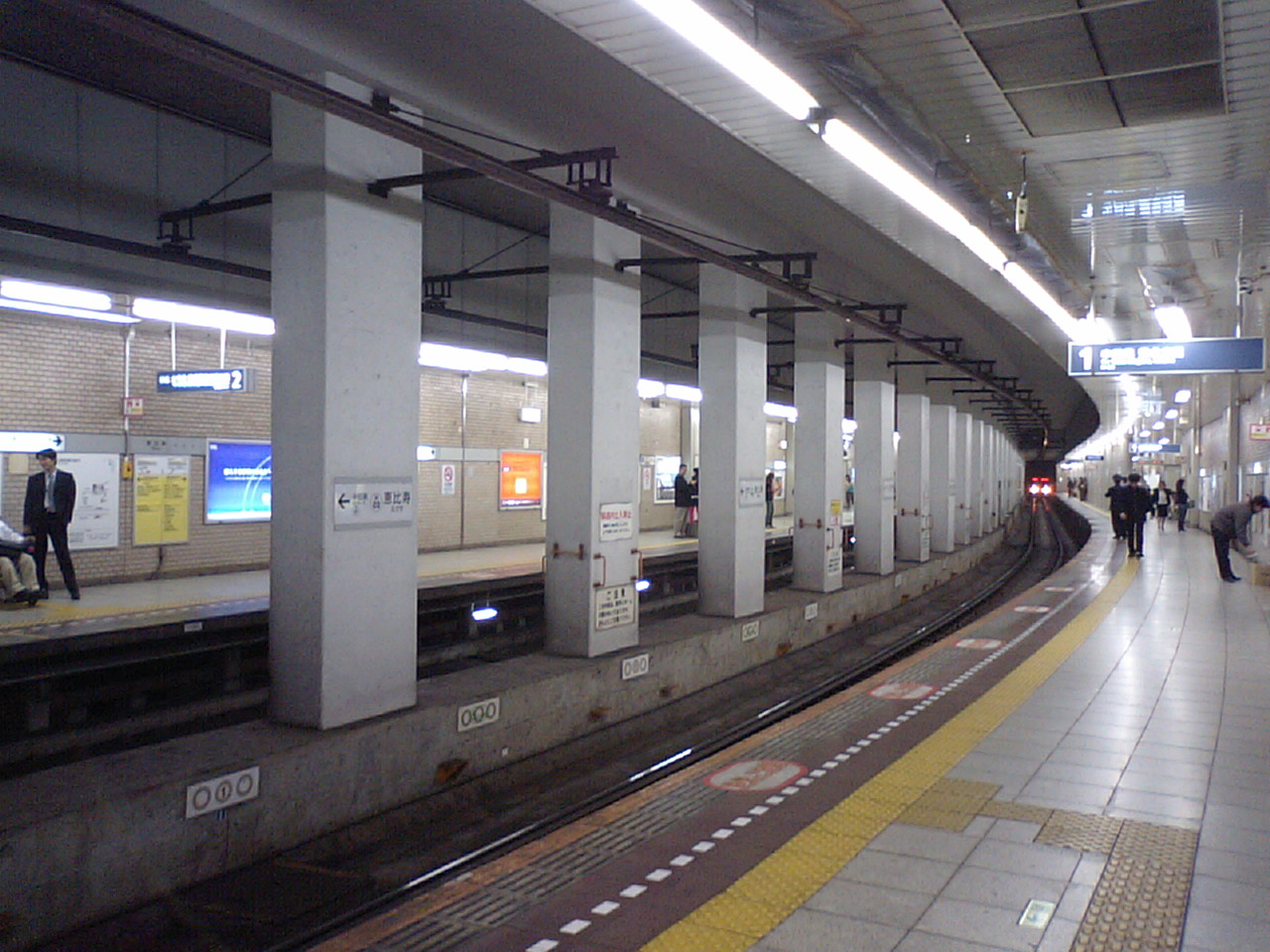
Bahnsteige der Hibiya-Linie
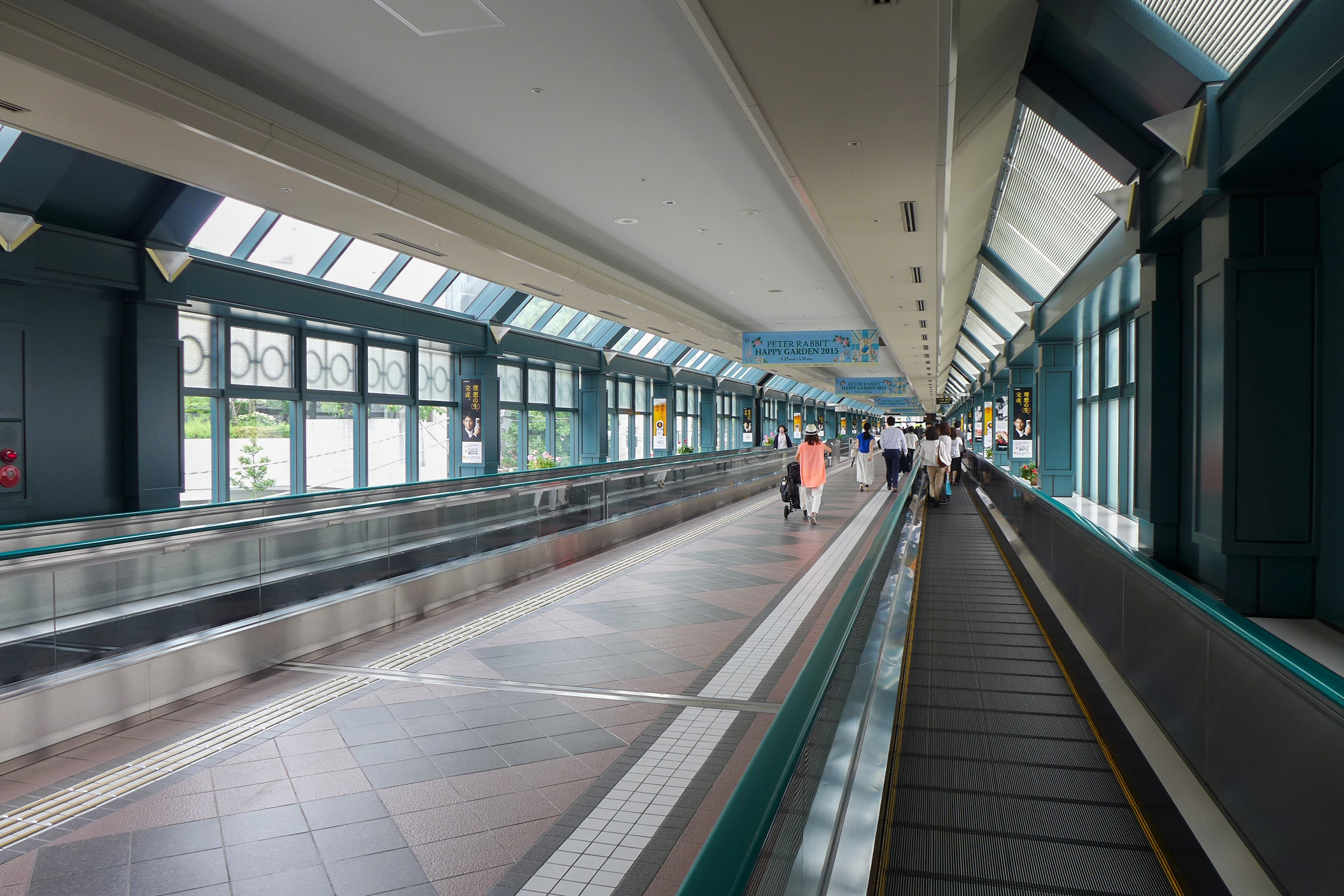
Yebisu Sky Bridge
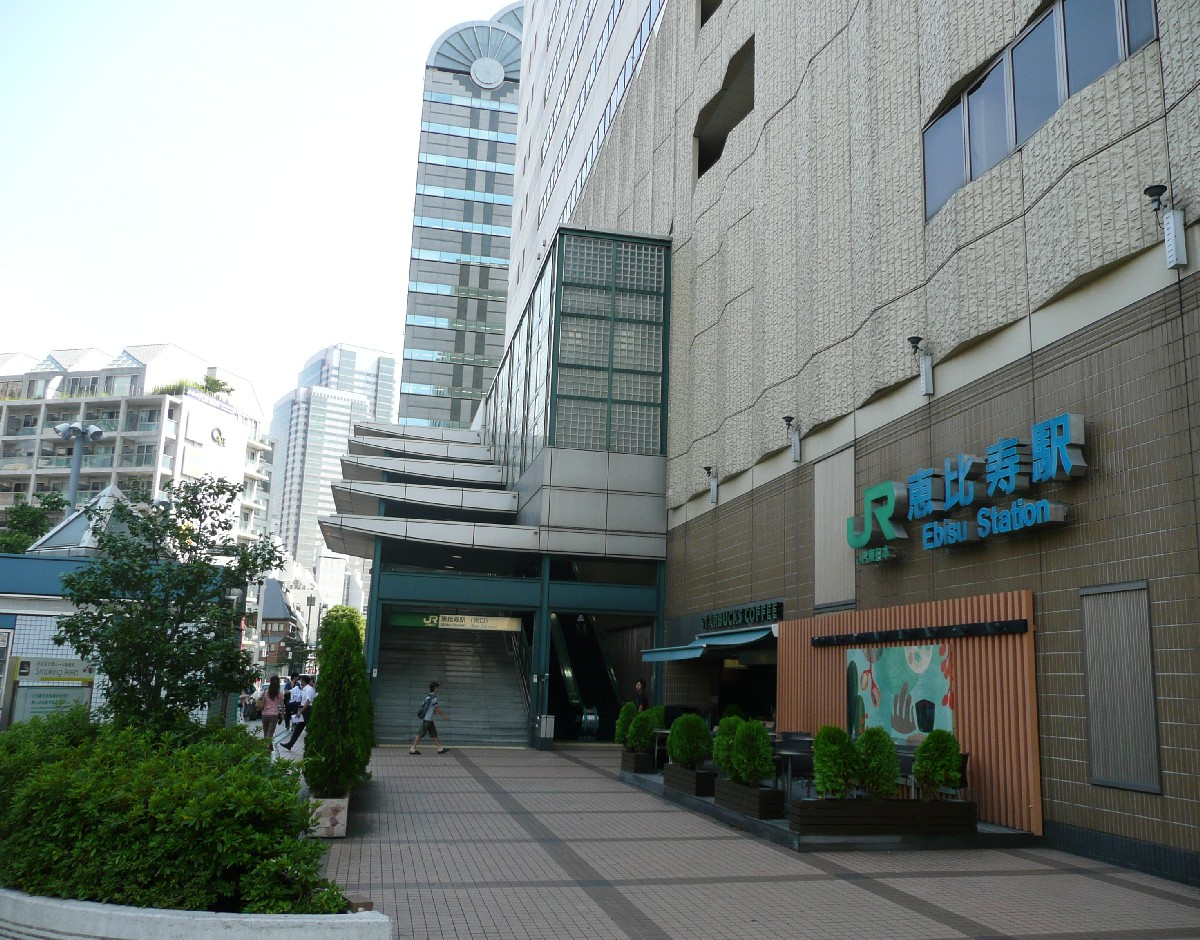
Ostausgang

## Gleise
JR East:
| 1 | ▉ Yamanote-Linie        | Shibuya • Shinjuku • Ikebukuro • Tabata • Ueno |
| 2 | ▉ Yamanote-Linie        | Meguro • Shinagawa • Tokio                     |
| 3 | ▉ Saikyō-Linie          | Shibuya • Shinjuku • Ikebukuro • Ōmiya         |
| 3 | ▉ Shōnan-Shinjuku-Linie | Ōmiya • Utsunomiya • Takasaki                  |
| 3 | ▉ Saikyō-Linie          | Ōsaki • Shin-Kiba                              |
| 3 | ▉ Shōnan-Shinjuku-Linie | Yokohama • Ōfuna • Odawara • Zushi             |

Tōkyō Metro:
| 1 | Hibiya-Linie | Naka-Meguro                            |
| 2 | Hibiya-Linie | Hibiya • Akihabara • Ueno • Kita-Senju |

Um die Fahrgäste auf den JR-East-Bahnsteigen auf die kurz bevorstehende Abfahrt eines Zuges aufmerksam zu machen, ist seit Oktober 2005 über Lautsprecher jeweils ein Ausschnitt des Harry-Lime-Themas aus dem Film Der dritte Mann zu hören. Es gibt je zwei Versionen, die mit Zither oder Steel Pan gespielt werden, was einer Version für jeden Bahnsteig entspricht. Die Wahl dieser Stationsmelodie ist darauf zurückzuführen, dass das Harry-Lime-Thema zuvor jahrelang in Werbespots für das in der benachbarten Brauerei produzierte Ebisu-Bier zu hören war.

## Linien
| Verlauf der Saikyō-Linie |
| --- |
| Ōsaki • Ebisu • Shibuya • Shinjuku • Ikebukuro • Itabashi • Jūjō • Akabane • Kita-Akabane • Ukima-Funado • Toda-Kōen • Toda • Kita-Toda • Musashi-Urawa • Naka-Urawa • Minami-Yono • Yonohommachi • Kita-Yono • Ōmiya |

| Verlauf der Shōnan-Shinjuku-Linie |
| --- |
| Ōmiya • Urawa • Akabane • Ikebukuro • Shinjuku • Shibuya • Ebisu • Ōsaki • Nishi-Ōi • Musashi-Kosugi • Shin-Kawasaki • Yokohama • Hodogaya • Higashi-Totsuka • Totsuka • Ōfuna • Kita-Kamakura • Kamakura • Zushi |

| Verlauf der Yamanote-Linie |
| --- |
| Shinagawa • Ōsaki • Gotanda • Meguro • Ebisu • Shibuya • Harajuku • Yoyogi • Shinjuku • Shin-Ōkubo • Takadanobaba • Mejiro • Ikebukuro • Ōtsuka • Sugamo • Komagome • Tabata • Nishi-Nippori • Nippori • Uguisudani • Ueno • Okachimachi • Akihabara • Kanda • Tokyo • Yūrakuchō • Shimbashi • Hamamatsuchō • Tamachi • Takanawa Gateway • Shinagawa |

## Geschichte

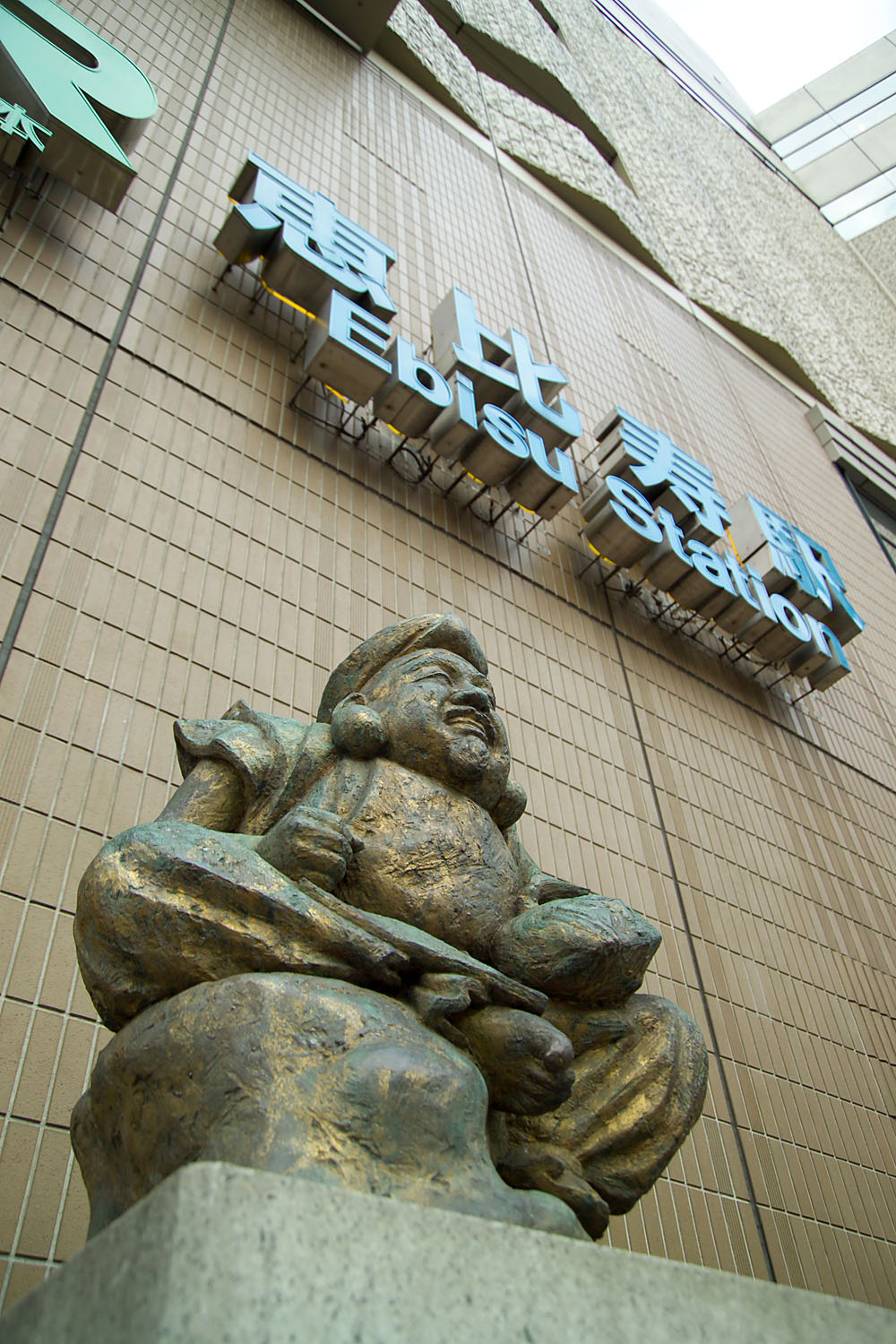
Statue der Gottheit Ebisu am Westeingang

Von 1890 bis 1988 stand auf dem Gelände des heutigen Gebäudekomplexes Yebisu Garden Place eine Brauerei der Japan Beer Brewery Company (heute ein Teil des Konzerns Sapporo Beer). Sie braute Bier der Marke Ebisu (alternativ auch Yebisu geschrieben), benannt nach Ebisu, einem der Sieben Glücksgötter des Shintō. Daraus leitete sich bald der Name für die umliegende Gegend ab, die bis 1928 offiziell noch Shimo-Shibuya hieß. Die Bahngesellschaft Nippon Tetsudō eröffnete am 25. Februar 1901 an der später so bezeichneten Yamanote-Linie den Bahnhof Ebisu, der zunächst nur für den Güterverkehr bestimmt war. Hauptsächlich diente er zum Transport des in der Brauerei hergestellten Biers. Am 30. Oktober 1906, zwei Tage vor ihrer Verstaatlichung, nahm die Nippon Tetsudō den Personenverkehr auf.
Von 1927 bis 1967 war der Bahnhof ans Straßenbahnnetz angeschlossen. Durch einen Luftangriff der United States Army Air Forces gegen Ende des Pazifikkriegs brannte er am 24. Mai 1945 vollständig nieder und musste daraufhin wiederaufgebaut werden. Die U-Bahn-Gesellschaft Eidan (heute Tōkyō Metro) nahm am 25. März 1964 einen sechs Kilometer langen Abschnitt der Hibiya-Linie in Betrieb, der von Kasumigaseki bis hierher führte. Knapp vier Monate lang war Ebisu die südliche Endstation, bis zur Eröffnung des nachfolgenden Abschnitts nach Naka-Meguro am 22. Juli 1964. Die Japanische Staatsbahn stellte am 15. November 1982 den Güterumschlag ein; Hauptgrund dafür war die Produktionseinstellung der Brauerei am selben Tag. In den Sommermonaten der Jahre 1987 bis 1993 diente der ehemalige Güterbahnhof als Abfahrts- und Ankunftsort von Autoreisezügen nach Kyūshū und Hokkaidō.
Im Rahmen der Staatsbahnprivatisierung ging der Bahnhof am 1. April 1987 in den Besitz der neuen Gesellschaft JR East über. Diese eröffnete zehn Jahre später das heutige Bahnhofsgebäude mit integriertem Kaufhaus. Die Saikyō-Linie wurde am 16. März 1996 über Shinjuku hinaus nach Ebisu verlängert. Dabei wendeten die Züge aus Platzgründen zunächst nicht hier, sondern in Bahnhof Ōsaki. Dort entstanden daraufhin zwei zusätzliche Bahnsteige, sodass ab 1. Dezember 2002 eine durchgehende Verbindung zur Rinkai-Linie angeboten werden konnte. Genau ein Jahr zuvor erfolgte die Inbetriebnahme der neu eingeführten Shōnan-Shinjuku-Linie. Am 26. Juni 2010 wurden auf den Bahnsteigen der Yamanote-Linie Bahnsteigtüren installiert, die ersten auf dem gesamten JR-Schienennetz (mit Ausnahme der Shinkansen).